# Самбука-Пистойезе
Самбука-Пистоезе (итал. Sambuca Pistoiese) — коммуна в Италии, расположена в области Тоскана, , подчиняется административному центру Пистоя.
Население составляет 1 551 человека (31-5-2019), плотность населения составляет 20,08 чел./км². Занимает площадь 77,25 км². 
Почтовый индекс — 51020. Телефонный код — 0573.
Покровителем коммуны почитается святой апостол Иаков Старший, празднование 25 июля.

## Демография
Динамика населения:

## Администрация коммуны
- Официальный сайт: http://www.comune.sambuca.pt.it/

## Примечание
1. ↑  Statistiche demografiche ISTAT. demo.istat.it. Дата обращения: 2 декабря 2019. Архивировано 24 июля 2019 года.
2. ↑  Sambuca Pistoiése